# Vitamin X
Vitamin X ist eine 1997 gegründete Hardcore-Band aus Amsterdam, die der Straight-Edge-Bewegung zuzurechnen ist.

## Geschichte
Vitamin X wurde im November 1996 von den Serben Marco Kovac und Marco Petrovic und den Holländern Eric Ankersmit und Marc Emmerik in Amsterdam gegründet. Alle vier gehörten der Straight-Edge-Bewegung an. Der Bandname hat keinen Hintergrund, sondern entstand aus einer Laune heraus; „vitamin x“ ist im Englischen ein umgangssprachlicher Ausdruck für MDMA. Nach wenigen Wochen wechselte Emmerik an die zweite Gitarre, und der Finne Johannes Adahl von Soberesponse wurde als neuer Schlagzeuger engagiert. Im September 1998 verließ Bassist Petrovic aus persönlichen Gründen die Band. Emmerik wechselte an den Bass und Vitamin X machte als Quartett weiter. 1999 stieg Gitarrist Ankersmit aus; nach einigen kurzfristigen Wechseln stieg dafür der gebürtige Russe Alex Koutsman als Bassist ein; Emmerik wechselte zurück zur Gitarre. Diese Besetzung hielt bis 2001, als Schlagzeuger Adahl durch Geert-Jan Davelaar von der Band Betercore ersetzt wurde, der wiederum 2002 durch den Italiener Paolo Gaiairsa von der italienischen Hardcore-Band Fratellanza abgelöst wurde. Nach einer USA-Tour Anfang 2004 verließ auch dieser Schlagzeuger die Band. Von 2005 bis 2007 war Wim Koster (ex-DanDare) der Schlagzeuger bei Vitamin X, von 2007 bis 2011 der Deutsche Wolfram Eggebrecht. Seit 2011 besetzt der Hamburger Danny Schneiker den Posten des Schlagzeugers.
Im Laufe der Bandgeschichte absolvierte Vitamin X neben Tourneen in Europa auch Tourneen in Nord- und Südamerika, Australien, Indonesien, Japan, Mexiko, den Philippinen und Russland. 2001 und 2004 trat sie im CBGB’s auf, 2004 auf dem Furyfest. 2006 wurde eine Vitamin-X-Show von MTV Brazil aufgezeichnet. Das 2008er-Album Full Scale Assault wurde von Steve Albini produziert, John Brannon von Negative Approach steuerte Gesangsbeiträge bei, und das Albumcover wurde von John Baizley von Baroness gestaltet. Das Skatemagazin Thrasher verwendete ein Lied des Albums für ein Skatevideo mit dem ehemaligen „Skater des Jahres“ Tony Trujillo. Das 2012er-Album About to Crack wurde wiederum von Albini produziert und von Baizley gestaltet. 2012 und 2015 trat die Band auf dem Hellfest auf, 2013 auf dem Maryland Deathfest, 2014 auf dem Obscene-Extreme-Festival und 2016 auf dem Incubate-Festival.
Gitarrist Ankersmit arbeitet heute als Tontechniker im Amsterdamer Kulturzentrum Melkweg. Schlagzeuger Koster ist seit 2014 Sänger und Gitarrist der holländischen Hardcoreband Paranoid State. Bassist Koutsman ist promovierter Physiker und arbeitet am CERN in Genf, so dass er wie Schlagzeuger Danny Schneiker für Bandproben eingeflogen werden muss.

## Stil
André Bohnensack sah in seiner Rezension des Albums Down the Drain für das Ox-Fanzine „rasend schnelle, teils heftig knüppelnde […] Songs […], die ab und an von etwas langsamereren [sic] […] Parts aufgelockert werden, um dann wieder in eine unglaubliche Geschwindigkeit zu verfallen“. Der Gesang sei „kraftvoll, leicht hysterisch und gleichzeitig melodisch“ und der Sound druckvoll, außerdem verzichte die Band auf Gitarrensoli und „sonstige überflüssige Metal-Anbiederei“. Bohnensack zog Vergleiche zur New Yorker Hardcoreband Citizens Arrest und sah in puncto Intensität und „Brutalität“ Anleihen an Slayer. Joachim Hiller urteilte für das Ox, das Album About to Crack biete „simplen, enorm durchschlagkräftigen Oldschool-Hardcore“, und zog Vergleiche zur Kaiserslauterner Band Spermbirds. Keith Carman befand in einer Rezension des Albums Full Scale Assault für das kanadische Magazin Exclaim.ca, die Musik von Vitamin X gehöre zum „intensivsten, verrohtesten Hardcore diesseits des NYHC“, und zog Vergleiche zum „minimalistischen Hyperaktivismus“ von D.R.I. Vice.com urteilte, Vitamin X sei heutzutage eine Band, die „das Genre (Straight-Edge-Hardcore) definiere“.
Die Mitglieder von Vitamin X sind Anhänger der Straight-Edge-Bewegung, was sich aber nicht in ihren Liedtexten widerspiegelt, die vielmehr politische Sichtweisen und persönliche Erfahrungen wiedergeben. Die Band ist dem in der Hardcoreszene gängigen DIY-Gedanken verhaftet, verzichtet auf branchenübliche Dienstleister wie Künstleragenturen und kümmert sich selbst um das Management der Band. Als Einflüsse für ihre Musik nennen die Mitglieder Hardcore der 1980er-Jahre, Punk der 1970er sowie in geringerem Umfang Rockmusik.

## Diskografie
- 1998: Straight Edge Crew (EP, Commitment Records)
- 1999: Once Upon A Time… (EP, Commitment Records)
- 2000: See Thru Their Lies (Undererstimated Records)
- 2002: Down the Drain (Havoc Records)
- 2003: Things You Own End Up Owning You 2 (Split-Album mit We Must Burn und Let It Burn, Too Circle Records)
- 2004: Bad Trip (Havoc Records)
- 2008: Full Scale Assault (Tankcrimes)
- 2012: About to Crack (Tankcrimes)
- 2018: Age of Paranoia (Southern Lord)